# Liste der Künstler am Mainzer Dom
Die folgende Liste gibt Auskunft über Künstler, die nachweislich am Mainzer Dom gewirkt haben:
| Künstler                                 | Fach                        | Werk/Erläuterung |
| ---------------------------------------- | --------------------------- | --- |
| Adalbertmeister                          | Bildhauer                   | Um 1480–1500 schuf er die Madonna der Palästinafahrer (gestiftet von Bernhard von Breidenbach gemeinsam mit dem Ritter Philipp von Bicken), eine Grablegungsszene, das Grabdenkmal des Erzbischofs Adalbert III. von Sachsen                                                                                                |
| Albraht (Albrecht)                       | Glockengießer               | Hosannaglocke (1298) |
| Amon                                     | Glockengießer               | Nach Quellen ebenfalls 1298 der Lieferant einer Glocke für den Westturm |
| Hans Backoffen                           | Bildhauer                   | Schöpfer folgender Grabdenkmäler: Berthold von Henneberg (1504), Jakob von Liebenstein (1508), Uriel von Gemmingen (1514) |
| Giovanni Angelo Barella († 1695)         | Maurermeister               | |
| Philipp Jakob Baudrexel                  | Musiker                     | Hofkapellmeister, Leiter der so genannten Dommusik, einer Bläsergruppe zur Begleitung der Pontifikalämter |
| Veit ten Bent                            | Orgelbauer                  | Restaurierte ab 1560 die Domorgeln und baute 1563 eine gänzlich neue Orgel für das Langhaus |
| Berenger                                 | Eisengießer                 | Schöpfer der Willigis'schen Bronzetüren, ältester nachgewiesener Künstler am Dom |
| Johann Friedrich Bräuer                  | Goldschmied                 | Bräuer schuf unter anderem eine heute noch im Domschatz befindliche Monstranz |
| Georg Busch                              | Bildhauer                   | Grabdenkmal von Bischof Paul Leopold Haffner |
| Christian Braun                          |                             | Schöpfer eines Kruzifix |
| Castor                                   | Maler                       | Sein Werk für den Dom, ein Bildnis des Franz von Assisi ist nicht erhalten. |
| Johann Valentin Crams                    | Maler                       | Altarbild für den Saulheimer Altar des Dompropstes Adolph Hund von Saulheim (1665) |
| P. J. H. Cuypers                         | Dombaumeister               | Amtierte von 1873 bis 1879, Erbauer des östlichen Vierungsturms 1873 |
| Nikolaus Dickhart                        | Bildhauer                   | Altar der Scharfensteinkapelle (1609), Grabdenkmäler der Memorie, vermutlich auch Mitarbeiter am Bassenheimer Altar |
| Hermann Dreymann                         | Orgelbauer                  | Notorgel für die Zeit der großen Domrenovierung (1861). |
| Albrecht Dürer                           | Maler                       | Gemälde „Barmherzigkeit“ (nicht erhalten) |
| Philipp Embach                           | Orgelbauer                  | Chororgel im Westchor (1866) |
| Nicolaus Eseler                          | Werkmeister                 | seit 1463 Werkmeister am Dom, 1473 mit den Umbauarbeiten am Ostturm befasst |
| Peter Eseler                             | Werkmeister                 | um 1440 |
| Johann Georg Finkenauer                  | Orgelbauer                  | Chororgel im Westchor (1866) |
| Johann Wolfgang Frölicher                | Bildhauer                   | Grabdenkmäler: Für den Reichsgrafen Karl Adam von Lamberg († 1689) und den Erzbischof Anselm Franz von Ingelheim († 1695) Ecce homo-Altar (1692) heute Kirche St. Alban Bodenheim |
| Georg                                    | Maler                       | Gestalter der Domorgel |
| Madern Gerthener                         | Bildhauer                   | Memorienportal, Grabdenkmal für Erzbischof Konrad III. von Dhaun († 1434) und vermutlich auch Grabdenkmal für Erzbischof Johann II. von Nassau († 1419) |
| Johann Gerthinger                        | Domorganist                 | um 1560 |
| Konrad Gobel                             | Metall- und Glockengießer   | Schöpfer eines Kandelabers (um 1598) |
| Wilhelm de Graff                         | Glaser                      | Zwei Fenster für die Sakramentskapelle |
| Johann Mauritz Gröninger                 | Bildhauer                   | Grabdenkmal für Dompropst Heinrich Ferdinand von der Leyen († 1714) (größtes Grabdenkmal im Dom). Der Dompropst hatte das Denkmal bereits zu Lebzeiten in Auftrag gegeben. Gröninger starb schon 1707. |
| Grünewald                                | Maler                       | Fresken für den Kapitelsaal (nur teilweise erhalten) |
| Hieronymus Hack                          | Glockengießer               | eine Glocke für den Dom (1598) |
| Henricus Hane                            | Orgelbauer                  | Restaurierung der Blasbälge der Domorgeln (1516) |
| Hans von Düren                           |                             | Madonna für das Adalbertdenkmal (1484), Ägidiuschor in der Memorie (1486) |
| Hans von Mainz                           | Glockengießer               | „Brezelglocke“ (1407) |
| Arnold Harnisch († 1691)                 | Bildhauer                   | Grabdenkmäler: Für Landgraf Christian von Hessen († 1677) und für Erzbischof Damian Hartard von der Leyen († 1678); Marmoraltar, Maria-Himmelfahrts-Altar, von 1683, heute in St. Michael (Lörzweiler) |
| Franz Anton Hermann                      | Schreiner                   | Entwurf und Bau des Westchorgestühls (1765) |
| Ludwig Hermann                           | Schreiner                   | Mitarbeiter am Westchorgestühl |
| Karl Hermann († 1881)                    | Maler                       | Mitarbeiter an den Nazarenerbildern des Mittelschiffs |
| Hertel                                   | Bildhauer                   | Grabdenkmal für Bischof Wilhelm Emmanuel von Ketteler |
| Eduard von Heuss                         | Maler                       | Christusbild im Laurentiusaltar |
| Franz Matthias Hiernle                   | Bildhauer                   | Figur „Johannes der Täufer“ im Kreuzgang (1710) |
| Johann Kaspar Hiernle                    | Bildhauer                   | Figur „St. Bonifatius“ im Kreuzgang (1750) |
| Hieronymus von Mainz                     | Glockengießer               | Schöpfer der 12-Uhr-Glocke (Ostturm) von 1598 |
| Clemens Hinckh                           | Baumeister (?)              | Choretten an der Nord- und Südseite der Westvierung (1682) |
| Jakob                                    | Orgelbauer                  | Arbeit an der Registratur der Domorgel (1535) |
| Johannes Thomas Jpenar                   | Maler                       | Gemälde von der Geburt Christi (nicht erhalten) |
| Johannes von Mainz                       | Eisengießer                 | Taufbecken für die Liebfrauenkirche (1328), nach deren Abbruch 1803 in den Dom gebracht |
| Hans Juncker                             | Bildhauer                   | Grabdenkmal für Erzbischof Wolfgang von Dalberg († 1601) |
| Heinrich Jung                            | Bildhauer                   | Grabdenkmal für Erzbischof Johann Friedrich Karl von Ostein († 1763); Skulpturen für das Westchorgestühl |
| Michael Kainberger                       | Glockengießer               | Sakristeiglöckchen (1598), heute im Dommuseum |
| Emanuel Kemper                           | Orgelbauer                  | Ostchororgel (1963) |
| Christian I. Klapperbach († 1596)        | Eisengießer                 | Bronzetafeln für den Dom |
| Johannes Klais Orgelbau                  | Orgelbauer                  | Domorgel (1928), heute in anderer Konzeption vorhanden |
| Wolfgang Küchler                         |                             | Schöpfer eines Altars (1657) |
| Johann Valentin Krambs                   | Maler                       | Kreuzigungsgemälde (nicht erhalten) |
| Franz Thaddäus Lang                      | Goldschmied                 | Monstranz (heute im Domschatz) |
| August Gustav Lasinsky († 1870)          | Malermeister                | Mitarbeiter an den Fresken Philipp Veits |
| Joseph Laské                             | Dombaumeister               | 1857 bis 1863 |
| Heinz Leitermann                         | Malermeister                | Entwürfe für die Bischofswappen in den Fenstern der Seitenkapellen (1960) |
| Johannes Lent                            | Goldschmied                 | Platte und Messkännchen (1720) |
| Joseph H. A. Lucas                       | Dombaumeister               | 1879 bis 1909 |
| Steffan Lilienpaum                       | Orgelbauer                  | Restaurator der Domorgeln 1545, Wartungsarbeiten an der Westchororgel |
| Paul Mayer-Speer                         | Malermeister                | farbliche Innenraumgestaltung des Domes bei den Sanierungen von 1928 und 1958 |
| Jakob Mayor                              | Schreiner                   | Mitarbeiter am so genannten Brendelschen Chorgestühl (1580). Das Brendelsche Chorgestühl stand ursprünglich in der in napoleonischer Zeit abgerissenen Schlosskirche St. Gangolph. Heute steht es im Ostchor des Domes. |
| Johann Peter Melchior                    | Bildhauer                   | Schöpfer von Plastiken für die Grabdenkmäler des Domdekans Georg Adam von Fechenbach († 1773) und des Karl Emmerich von Breidbach zu Bürresheim († 1743) |
| Meister des Aspelt-Denkmals              | Bildhauer                   | Schöpfer des Grabdenkmals des Erzbischofs von Mainz Peter von Aspelt († 1320) |
| Ludwig Metternich                        | Dombaumeister               | 1864 bis 1867 |
| Georg Moller                             | Architekt                   | Schmiedeeiserne Kuppel über dem östlichen Vierungsturm (1828, 1870 wieder entfernt) |
| Johannes More                            | Zimmermeister               | Mitarbeiter am Glockengeschoss des Ostturms (1473) |
| Naumburger Meister                       | Bildhauer                   | Westlettner (um 1230), heute nur noch in Fragmenten erhalten, siehe dazu auch Bassenheimer Reiter |
| Johann Balthasar Neumann                 | Baumeister                  | Entwürfe für die Denkmäler der Erzbischöfe Johann Philipp von Schönborn und Lothar Franz von Schönborn im Westchor (um 1740) |
| Franz Ignaz Michael Neumann              | Baumeister                  | Neuer Westturmhelm und Abschlüsse der Flankentürmchen sowie Dächer am Westchor (1769–1774) |
| Nikolaus                                 | Steinmetz                   | um 1484 am Dom beschäftigt |
| Nikolaus                                 | Baumeister                  | Nikolauskapelle im Kreuzgang (vor 1382) |
| Nikolaus Queck                           | Werkmeister und Steinmetz   | Um 1481 am Dom beschäftigt und Schöpfer der Gewitterglocke (1490) |
| Karlheinz Oswald                         | Bildhauer                   | Christus (Bronze), geschaffen anlässlich des Katholikentages 1998 in Mainz, Standort: nördliches Seitenschiff vor Liebfrauenportal Mainzer Bonifatius, 1,90 m hohe Bronzestatue im Eingangsbereich der Gotthard-Kapelle, die ihn als Benediktiner darstellt Grabplatte für Hermann Kardinal Volk (Bronze) in der Westkrypta |
| Peter Reuter                             | Glockengießer               | Schöpfer einer Glocke für den Westturm |
| Franz Xaver Ripple                       | Orgelbauer                  | Unter seiner Leitung wurden 1803 die Reste der Güntzerschen Orgel auf die nördlichen Westchorette versetzt |
| Georg Robyn                              | Schreiner                   | Mitarbeiter am Brendelschen Chorgestühl (um 1580) |
| Johann Robyn                             | Bildhauer                   | Denkmal für die Familie von Gablentz (1592) |
| Christian Roosaler                       |                             | Schöpfer des Mater-Dolorosa Altars (heute in Bodenheim) |
| Georg Christoph Roth                     | Glockengießer               | Beteiligter am Umguss und Neuguss von Glocken (1721) |
| Johann Martin Roth                       | Glockengießer               | Schöpfer von vier Glocken für den Dom (1773, 1793 bei der Beschießung der Stadt zerstört) |
| Jean Baptist Ruel                        | Malermeister                | 1684 Schöpfer mehrerer Gemälde für den Dom (nicht erhalten) |
| F. W. Schilling                          | Glockengießer               | |
| Ernst Schindler (Kunstschmied)           | Schmied                     | Schöpfer der Gitter für die Sakramentskapelle und die Sakristei (1962/63) |
| Balthasar Schlimbach                     | Orgelbauer                  | |
| Martin Schlimbach                        | Orgelbauer                  | Vergrößerung der Chororgel im Westchor (1899) |
| Joseph Scholl                            | Bildhauer                   | Denkmäler für Joseph Ludwig Colmar († 1818) und Johann Jakob Humann († 1834) |
| Johannes Schreiter                       | Glasbildner                 | Gestaltung der Fenster in der Sakramentskapelle (2007) |
| Dietrich Schro                           | Bildhauer                   | Grabdenkmäler des Kurfürsten Albrecht von Brandenburg († 1545), Sebastian von Heusenstamm († 1555) und des Domkantors Georg Göler von Ravensburg († 1558) |
| Ludwig Michael Schwanthaler              | Bildhauer                   | Schöpfer des Denkmals für Heinrich von Meißen genannt Frauenlob (1842) |
| Joseph Anton Nikolaus Settegast († 1890) | Malermeister                | Mitarbeiter an den Nazarenerbildern im Mittelschiff |
| Alois Stettner                           | Glaser                      | drei Fenster im Westchor (1954) |
| Hans Tugi                                | Orgelbauer                  | Erbauer der Langhausorgel des Domes (1514) |
| Johann Valentin Thoman                   | Architekt                   | Ausbesserung des Mittelschiffdachs (1747–1750); Errichtung eines Offiziantenzimmers und Wiederherstellung der Wahlstube des Mainzer Domkapitels für das Domstift(1764/1765); Neugestaltung der Nordkapellen und Bau der barocken Vorhalle des Marktportals (um 1770)                                                        |
| Philipp Veit                             | Malermeister                | Hauptausführender der Ausmalung des Mittelschiffs (1859–1864) |
| Veit von Köln                            | Orgelbauer                  | Erbauer einer neuen Langhausorgel |
| Johannes Weckerlin                       | Steinmetz und Dombaumeister | 1435 |
| Henne Weckerlin                          | Steinmetz                   | 1357 |
| Josef Wessicken                          | Dombaumeister               | 1868 bis 1873 |
| Richard Weiland                          | Goldschmied                 | Schrein der Mainzer Heiligen in der Ostkrypta (1960) |
| Paul Weigmann                            | Glaser                      | fünf Fenster in der Ostkrypta |
| Wisshenne (Henne Wisse)                  | Steinmetz und Dombaumeister | vor 1467 |
| Enders Wolff                             | Baumeister, Bildhauer       | Wächterstube im nördlichen Westquerhaus und des Brendelschen Familienepitaphs (1572/73) |
| Gerhardt Wolff                           | Schreiner                   | Pfarrkanzel (1585/86) und des Brendelschen Chorgestühls (1581/82) |
| Burkard Zamels                           | Bildhauer                   | Grabdenkmal für Philipp Karl von Eltz († 1743) |
| Joseph Zechbauer                         | Glockengießer               | vier Domglocken (1809) |
| Otto Zechbauer                           | Glockengießer               | Messglocke (1821) |
| Georg Zeuner                             | Bildhauer                   | Schöpfer des Bronzeleuchters in der Gotthardkapelle (1972), der Ausstattung der Bischofsgruft (1972) und des Kruzifixes über dem Hauptaltar (1975) |
| Bernd Zimmer                             | Maler                       | Vertreter der „Neuen Wilden“, Altarbild in der Sakramentskapelle (2007) |